# René Guilly
Pour les articles homonymes, voir Guilly.
René Guilly (pseudonyme : René Désaguliers ; né le 27 juillet 1921 à Paris et mort le 11 juin 1992 à Argenteuil est un journaliste, historien de l'art, critique d'art, conservateur de musée, franc-maçon, maçonnologue et martiniste français.

## Biographie
Issu d’une famille de la bourgeoisie républicaine (son père est médecin et libre-penseur), il est d’abord marqué par l’œuvre et les idées de Jean Giono et il suit des études de lettres. Il fréquente les milieux artistes du Paris de l’après-guerre et débute à Combat dans les pages « vie parisienne » et « critique d’art ». Il publie notamment un mémorable entretien avec Salvador Dalí et d’importants échanges avec Antonin Artaud. Après une première carrière dans le journalisme, il se consacre à l’histoire de l'art et devient l’assistant de Germain Bazin au musée du Louvre. Sa vie professionnelle se déroule ensuite comme conservateur en chef des musées de France, chef du service de restauration des musées classés et contrôlés, professeur titulaire à l'École du Louvre.

## Un penseur de la franc-maçonnerie auXXesiècle
Cependant, l’engagement essentiel de sa vie, dans l’ordre intellectuel et spirituel, il le contracte en 1951, lorsqu’il est initié dans la loge La Clémente Amitié du Grand Orient de France. Il participe alors à la reconstruction de l’obédience en assistant dans ses missions son ami le grand maître Francis Viaud. Mais dès cette époque il s’interroge sur la nature de la tradition maçonnique, sur ses sources, et sur l’intégrité de son corpus rituel et symbolique. Il rencontre l’équipe qui anime la revue Le Symbolisme et son rédacteur en chef Marius Lepage avec lequel il noue une profonde amitié et un véritable compagnonnage intellectuel. Marius Lepage lui fait découvrir les travaux de la recherche maçonnique anglaise et notamment un ouvrage intitulé Early Masonic Catechisms qui présente les plus anciens rituels connus. René Guilly découvre alors combien le retour aux documents fondateurs éclaire, explique et vivifie les usages, symboles et rites de la franc-maçonnerie. L’étude et la pratique de la tradition maçonnique selon cette approche deviennent l’œuvre de sa vie. Renaissance traditionnelle, le titre de la revue qu’il fonde en 1970 et qu'il dirige jusqu'à sa mort, illustre cette démarche. En effet, parallèlement à l’entreprise de compréhension intellectuelle, il accomplit un travail de restitution de l’enseignement maçonnique originel. Le premier résultat de ses recherches est, en 1955, la fixation du Rite français moderne rétabli, devenu depuis le Rite français traditionnel. Il se consacre aussi beaucoup à la redécouverte des fondements du Régime Écossais Rectifié au XVIIIe siècle au travers d'études sur son histoire, ses rituels et sa symbolique, il en publie et commente plusieurs.
Après un passage par la Grande Loge nationale française-Opéra, devenue depuis la Grande Loge traditionnelle et symbolique Opéra, il fonde en 1968 la Loge nationale française. Il a aussi marqué le domaine des hauts grades avec le réveil, en 1963, des Ordres capitulaires du Rite français au sein du souverain chapitre « Jean-Théophile Désaguliers » et la création, en 1974, du Grand Prieuré de Neustrie.

## Martinisme
René Guilly est initié au martinisme en 1961, avec le nom d'ordre de Sâr Athanasius Indagator, par Pierre Mariel. Il se rapproche de Louis Bentin, grand maître de l'ordre martiniste et synarchique, dont il reçoit le 12 avril 1975 une charte de fondation de la loge parisienne Scala Jacobi, qui travaille jusqu'en 1977 et devient un groupe indépendant, pour rejoindre finalement Tradition martiniste, travaillant sur la base du rituel martiniste de Papus.

## Publications
Il est l’auteur de très nombreux articles, publiés pour la plupart dans sa revue Renaissance traditionnelle, dont certains ont été réunis dans trois ouvrages posthumes :
- Les Pierres de la Franc-maçonnerie, de la première pierre à la pierre triomphale (textes réunis et adaptés par Roger Dachez), Dervy, Paris, 1995.
- Les Deux Grandes Colonnes de la Franc-maçonnerie (nouvelle édition révisée par Roger Dachez et Pierre Mollier), Dervy, Paris, 1997 (réédition, 2011).
- Les Trois Grands Piliers de la franc-maçonnerie. Colonnes et chandeliers dans la tradition maçonnique (nouvelle édition révisée par Roger Dachez), Véga, Paris, 2011.